# شبرا النملة
شبرا النملة إحدى قرى مركز طنطا التابع لمحافظة الغربية بجمهورية مصر العربية، وتجاورها قرى كفر الشوربجي وكفر خضر ومنيل الهويشات.

## التاريخ
قرية شبرا النملة من القرى القديمة، وردت باسم شبرامية في كتاب المسالك والممالك لابن حوقل، وفي المشترك لابن ياقوت باسم شبرا المنا. وردت باسم «شبرامنّه» في أعمال جزيرة بني نصر ضمن قرى الروك الصلاحي التي أحصاها ابن مماتي في كتاب قوانين الدواوين، كما وردت باسم «شبرى اللميه» في أعمال جزيرة بني نصر ضمن قرى الروك الناصري التي أحصاها ابن الجيعان في كتاب «التحفة السنية بأسماء البلاد المصرية».
وردت باسم «شبرى اللميه» في التربيع العثماني الذي أجراه الوالي العثماني سليمان باشا الخادم في عصر السلطان العثماني سليمان القانوني ضمن قرى ولاية جزيرة بني نصر، وفي تاريخ 1228هـ/1813م الذي عدّ قرى مصر بعد المسح الذي قام به محمد علي باشا باسم «شبرا النملة». وردت باسم شبر النملى في تعداد 1882 وشبر النمله في تعداد 1897، وشبر النملة في التعدادات التالية.

## التعليم
تصل نسبة الأمية في القرية إلى 29.24% بين من تجاوزوا العاشرة من عمرهم، بينما تصل نسبة من حصلوا على تعليم جامعي إلى 4.9% من جملة السكان.

## السكان
بلغ عدد سكان شبرا النملة 15,738 نسمة حسب تقدير عام 2018.
| السنة  | 1882 | 1897 | 1907 | 1927 | 1947 | 1960 | 1976 | 1986 | 1996   | 2006   | 2018   |
| ------ | ---- | ---- | ---- | ---- | ---- | ---- | ---- | ---- | ------ | ------ | ------ |
| القرية | 3026 | 4558 | 4896 | 5489 | 5371 | 6145 | 4214 | 9269 | 10,936 | 12,729 | 15,738 |

## الأعلام
- محمود خليل الحصري (1917 - 1980) قارئ قرآن وعالم قراءات.[16][17]